# Sidama
Sidama är en region i Etiopien, till 2020 en zon i regionen Ye Debub Biheroch Bihereseboch na Hizboch. Den ligger i den centrala delen av landet, 260 km söder om huvudstaden Addis Abeba. Antalet invånare är 2 954 136.
Sidama delas in i:
- Shebedino
- Wondo Genet